# São Roque (Ponta Delgada)
Rosto do Cão (São Roque) é uma freguesia portuguesa, localizada na zona oeste do município de Ponta Delgada,  com 7,16 km² de área e 4590 habitantes (censo de 2021). A sua densidade populacional é 641,1 hab./km².
As festividades religiosas em honra do padroeiro, São Roque, realizam-se no terceiro domingo de agosto e ao longo de cerca de três meses as festas dedicadas ao Divino Espírito Santo percorrem as principais ruas da freguesia. As atividades econômicas mais importantes são o comércio, a restauração, a hotelaria e a agricultura. 

## Demografia
A população registada nos censos foi:
| Distribuição da População por Grupos Etários | Distribuição da População por Grupos Etários | Distribuição da População por Grupos Etários | Distribuição da População por Grupos Etários | Distribuição da População por Grupos Etários |
| -------------------------------------------- | -------------------------------------------- | -------------------------------------------- | -------------------------------------------- | -------------------------------------------- |
| Ano                                          | 0-14 Anos                                    | 15-24 Anos                                   | 25-64 Anos                                   | > 65 Anos                                    |
| 2001                                         | 1057                                         | 807                                          | 2152                                         | 398                                          |
| 2011                                         | 984                                          | 707                                          | 2721                                         | 520                                          |
| 2021                                         | 678                                          | 617                                          | 2664                                         | 631                                          |

## Património
- Igreja de São Roque é sem dúvida uma das mais belas e antigas igrejas dos Açores. Situada numa falésia de um cone de escórias sobre mar, foi construída em 1560 de estilo Barroco Micaelense sobre a antiga ermida do inicio do mesmo século. No seu interior destaca-se a Capela do Santíssimo pelos azulejos pintados à mão do século XVII.